# 背信〜真実の愛〜
『背信〜真実の愛〜』（はいしん しんじつのあい、原題: 背叛） は中華人民共和国で2001年に制作されたテレビドラマ。
現代中国社会に横行するコピー商品を取り締まる工商行政管理局（通称：工商局）を舞台に、闇組織撲滅に奮闘する主人公と、彼の無二の親友である男の友情と裏切りの過程を中心に描く。
日本では2006年11月1日から2007年3月3日にアジアドラマチックTV★So-netで放映された（全18話構成、毎週1話進行、週2日・日3回リピート放映）。日本版映像ソフトは未発売。

## 解説
幼児が犠牲になる食品中毒というショッキングな冒頭からVCD・肥料・サプリメント・衣料と様々な偽物作りの犯罪を取り上げ、社会に根を張り世界的にも安全性が取り沙汰される中国の偽装問題を背景に描いた硬派作品である。
「倒叙」と言われる、最初から犯人を明かす形式が用いられているが、作品全体としては、推理サスペンスの側面より男同士の絆を描いた人情ドラマの色合いが強い。物語は紆余曲折を経ながらも犯罪グループや賄賂を使う末端の役人を摘発し、中国ドラマの基幹である「勧善懲悪」からはずれない形で帰結する。なお、行政当局（＝党幹部）の腐敗については触れられていない。
中国では同時期に全く同じ題名のテレビドラマ（主演：巍子・許晴）が製作されたが、新浪等の有名ポータルサイトにあるドラマ『背叛』特集はこの巍子・許晴版を取り上げたものが大半である。また、ビデオ題も度々変わっており（脚注参照）、日本放映時に謳われたような人気や評価を受けた作品（外部リンク内参照）であったとは聊か考えにくい。

## ストーリー
中国の地方都市。ある幼稚園で偽造粉ミルクによる集団中毒が発生、死者を出す惨事となる。捜査に当たった工商局調査隊の寧搏は事件の背後にいる人物を掴もうとするが、証人が自殺したことで迷宮入りとなってしまう。寧搏の恋人で偽装を疑われた粉ミルク工場に勤務する楊元菲（菲菲）は、失望と怒りを隠せない。
偽造の首謀者は若手実業家の程浩。寧搏の幼馴染で腹心の友でもある彼が、弟の程江を使って行っている裏商売であった。数々の違法行為に手を染めながら寧搏との友情の絆を断ち切ることが出来ない程浩は、寧搏を自分の側に置くことで疑惑の追及を避けたいと画策する。彼は密かに菲菲を愛していた。
事件後、一時は工商局を去った寧搏だったが、悪徳業者の摘発こそが自分の責務であると思い直し、一緒に事業をやりたいと願う程浩の誘いを断って復職する。工商局は農村で起きた大がかりな偽造肥料事件の調査に乗り出した。寧搏は程江を主犯として疑い始めるが、兄の程浩については潔白だと固く信じていた。
同じ頃、菲菲は工場の再建を目指し新商品を発売するが、再び偽造事件に巻き込まれてしまう。この一件もまた、程兄弟の仕組んだものだった。さらなる事業拡大の野望を抱く程浩は、ファッションブランドの模造品製造に着手し、開発地域の落札を有利に進める為に副市長を陥れようと工作する。程江は脱税容疑で逮捕されたが、兄の罪を背負い寧搏に収賄の濡れ衣を着せることで捜査の攪乱を図る。
工場を辞めた菲菲は、仕事人間である寧搏との価値観の相違を埋め切れず、彼に別れを告げた。程浩の会社で働き始めた菲菲に、程浩はこれまでの彼女への思いを打ち明ける。2人の関係を認めながらも複雑な心境の寧搏だったが、一連の偽造犯罪の黒幕と思われる人物をおびき出すことに成功する…。

## 主要人物
役名の発音（カタカナ）は日本放映版字幕表記に準ずる。
- 寧搏（ニン・ボー）： 柳雲龍（リウ・ユンロン）

安海市工商局調査隊隊長。
- 程浩（チョン・ハオ）： 胡軍（フー・ジュン）

世新集団会長。
- 楊元菲（ヤン・ユエンフェイ）： 李琳（リー・リン）

愛称・菲菲（フェイフェイ）。粉ミルク工場『温保』の副工場長。
- 程江（チョン・ジアン）： 孫紅雷（スン・ホンレイ）

程浩の弟。
- 楊林海（ヤン・リンハイ）： 曹培昌（ツァオ・ペイチャン）

工商局局長。菲菲の父。
- 思怡（スー・イー）： 孫莉（スン・リー）

程江の妻。
- 中芭（ジョン・バー）： 胡靖钒（フー・ジンファン〉

程浩の愛人。
- 郭（グオ）副市長[4]：  高明（ガオ・ミン）

- 葉子（イエズ）： 王晶（ワン・ジン）

寧搏の部下。
- 韓杰（ハン・ジェ） ： 畢延君（ビー・イエンジュン）

『温保』の工場長。
- 程久泰（チョン・ジュウタイ） ： 徐学政（シュー・シュエチョン）

市の幹部。程浩・程江の父。
- 雅蘭（ヤーラン） ： 邱渝貞（チウ・ユィジェン）

程浩・程江の母。
- 寧搏の母 ： 李梅（リー・メイ）

- 李元（リー・ユアン） ： 馬壮（マー・ジュワン）

六一幼稚園園長。
- 何文（ホー・ウェン） ： 林強（リン・チャン）

寧搏の部下。
- 魏林（ウエイ・リン） ： 瞿羽佳（チュイ・ユイジア）

寧搏の部下。
- 老五（ウー） ： 于邦 （ユイ・バン）

寧搏の密偵。
- 老杜（トゥ） ： 常寧国（チャン・ニングオ）

ミルク工場の職員。

## スタッフ
- 監督： 史晨風（シー・チェンフォン）
- 製作総指揮： 鐵佛（ティエ・フォー）
- 脚本： 雷婷（レイ・ティン）、史晨風
- 原作： 王藝穎（ワン・イーイン）、黄恩誠（ホアン・エンチョン）
- 美術： 張小海（チャン・シャオハイ）
- 撮影： 董勁松（ドン・ジンソン）
- 音楽： 小柯（シャオクー）　エンディングテーマ『兄弟』作詞・作曲・歌唱

【日本語版】
- 配給： ヴァーゴ・エンターテイメント
- 字幕監修： 板沢佐代子